# Protobehningia
Protobehningia is een geslacht van haften (Ephemeroptera) uit de familie Behningiidae.

## Soorten
Het geslacht Protobehningia omvat de volgende soorten:
- Protobehningia asiatica
- Protobehningia merga